# Balada romántica
La balada romántica (français : ballade romantique) (également connue sous le nom de canción melódica ou música romántica) est un genre musical ayant émergé dans les années 1960 et devenu populaire dans certains pays d'Amérique latine et en Europe. Elle se caractérise par le fait qu'il s'agit d'un genre interprété sur un tempo lent, traitant toujours de thèmes amoureux.

## Histoire
Au Mexique, les ballades romantiques émergent au début des années 1960, en raison de l'influence culturelle des États-Unis et de la fréquence à laquelle cette musique était diffusée sur les stations de radio pour jeunes de l'époque (voir : Los Teen Tops, Los Camisas Negras et des artistes apparentés comme Enrique Guzmán et César Costa). 
Son essor en Espagne est lié à la participation de ce pays au Concours Eurovision de la chanson 1962 avec la chanson Llámame. À l'Eurovision 1966, Raphael représente l'Espagne avec la chanson Yo soy aquel, qui s'est classée septième.

## Caractéristiques
L'ethnomusicologue Daniel Party définit la ballade romantique comme « une chanson d'amour à tempo lent interprétée par un chanteur soliste généralement accompagné d'un orchestre. » Party souligne le caractère commun « latino » du genre, au-delà des pays, définissant la ballade romantique comme une lingua franca, dérivée d'une « sensibilité commune latino-américaine ». S'appuyant sur les recherches de Jesús Martín-Barbero, Party souligne que la balada romántica est l'expression d'un processus culturel plus large, appelé par Martín-Barbero l'« intégration sentimentale latino-américaine », un phénomène qui rendrait compte d'une standardisation des manières de ressentir et d'exprimer les émotions des Latino-Américains, à travers des gestes, des sons, des rythmes et des cadences littéraires communs, liés à leur tour à la telenovela